# Индиана (окръг, Пенсилвания)
Окръг Индиана (на английски: Indiana County) е окръг в щата Пенсилвания, Съединени американски щати. Площта му е 2160 km², а населението - 84 953 души (2017). Административен център е град Индиана.